# Semiothisa fontainei
Semiothisa fontainei är en fjärilsart som beskrevs av Fletcher 1963. Semiothisa fontainei ingår i släktet Semiothisa och familjen mätare. Inga underarter finns listade i Catalogue of Life.